# بين فلاور
بين فلاور (بالإنجليزية: Ben Flower)‏ هو لاعب دوري الرغبي بريطاني، ولد في 19 أكتوبر 1987 في كارديف في المملكة المتحدة.